# Retrat de Maria Ardanuy
Retrat de Maria Ardanuy, es tracta d’un retrat de bust i de perfil realitzat per l’artista català Joan Abelló i Prat a la Senyora Maria Ardanuy, l’any 1960. El quadre forma part de la col·lecció del Museu Abelló.

## Descripció de l'obra
Pintura a l'oli que ens representa a una dona, concretament a la Senyora Maria Ardanuy. Es tracta d'un retrat de bust i de perfil cap a la seva dreta, portant el cabell curt. Cromàticament, amb l’única excepció de la pell del rostre, els llavis i els cabells de la dama, hi ha un clar predomini del color blau, ja que ella porta una brusa blava i està situada en un fons neutre de gairebé el mateix color blau. L’autor Pere Voltes, en la monografia sobre el pintor Abelló que publica el 1974 dedica unes línies a explicar un esdeveniment que es produí amb aquesta obra, que ens serveix per afirmar l'elevat esperit innovador i experimentador d’Abelló. Voltes afirma que Abelló tenia la inquietud d’afirmar que podria ser interessant deixar una obra finalitzada desprotegida sota una nit de pluja o amb una quantitat d’aigua vessada a consciència al damunt, i ho va fer amb aquesta peça: un cop assecat tot el material i l’aigua es podia observar un cert abombament del teixit i el despreniment d’algunes zones de pintura. D’aquesta manera Abelló va experimentar que s’advertien suggestius efectes casuals tant del relleu com de l’aparició de taques i colors nous. El pintor, inspirat per ells, els va completar i modificar en direccions inicialment indeliberades. Posteriorment, a més, afegeix Voltes, Abelló va comentar l'experiment a Dalí, qui li va reconèixer que ell també ho havia experimentat abans, i que li va donar bons resultats.
El quadre està signat datat a l’angle inferior dret, i al revers de la peça hi ha una inscripció que diu: “Ret. Maria Ardanuy J. Abelló 1960”.

## Maria Ardanuy
Maria Ardanuy era amiga del pintor Abelló, ja que el seu cunyat va fer la mili amb ell: segons la mateixa Maria Ardanuy eren amics de la família, des de sempre, aspecte que va provocar que el mateix Abelló li demanés fer-li un retrat. De fet, aquest no és l’únic retrat que Abelló faria d’aquesta dama. Concretament, segons afirma la pròpia retratada, el pintor va requerir només tres estones per a finalitzar-lo en el taller que tenia prop de Balmes, a Barcelona. Maria Ardanuy estava casada amb un altre pintor conegut, d’obra abstracta, que s’anomenava Valdomero Pié Fernández i durant aquestes sessions estava de dol, ja que la seva mare va morir uns mesos abans: a causa d’això, Ardanuy assistia a les sessions vestida de negre, aspecte que Abelló va ignorar i substituir per al blau que domina la composició.

## Estil d'Abelló als 60
Quant a estil, cal destacar que a la dècada dels seixanta el pintor Abelló, influït per les tendències i innovacions que triomfaven a la Barcelona del moment, comença una nova etapa en la qual s’interessarà per l'experimentació amb noves tècniques artístiques i amb noves matèries i estils diferents en uns anys en els quals, de manera progressiva, abandonarà la figuració per a després recuperar-la posteriorment en el camí que el portarà al seu estil més madur i reconegut: l'explosivisme. La peça s’ha de situar, per tant, en els inicis d’un moment en el qual l’artista treballa buscant noves textures constantment i provant diferents barreges, fet que el duu a una constant i variada evolució estilística.

## Exposicions
- Abelló, Biblioteca de Catalunya, Barcelona, 16/04/1974 - 30/04/1974

- Abelló 70 anys, Sala d'Art del Quatre, Granollers, 01/11/1992 - 13/12/1992

- La Mirada de l'Artista, Museu Abelló. Mollet del Vallès, 01/03/1999 - 21/01/2007

- Abelló, un tast, Museu Abelló, 12/12/2012